# Efapel Cycling
Efapel Cycling ist ein portugiesisches Radsportteam mit Sitz in Árvore. 
Das Team wurde zur Saison 2022 als Projekt des ehemaligen Radrennfahrers José Azevedo neu gegründet und ist zunächst für drei Jahre ausgelegt. Als Hauptsponsor konnte EFAPEL - Empresa Fabril de Produtos Eléctricos S.A. gewonnen werden, bis 2021 Sponsor des damaligen Continental Teams Efapel.

## Saison 2025
Mannschaft
| Teamkader 2025          | Teamkader 2025    | Teamkader 2025     | Teamkader 2025                              |
| Name                    | Geburtsdatum      | Land               | Vorheriges Team                             |
| ----------------------- | ----------------- | ------------------ | ------------------------------------------- |
| Tiago Antunes           | 9. April 1997     | Portugal           | Tavfer-Measindot-Mortágua (2021)            |
| André Carvalho          | 31. Oktober 1997  | Portugal           | Sabgal-Anicolor (2024)                      |
| Pedro Castro Pinto      | 13. Juni 2004     | Portugal           |                                             |
| António Ferreira        | 3. April 2000     | Portugal           | Kelly-Simoldes-UDO (2023)                   |
| Alexander Grigorjew     | 21. März 1992     | Russland           | Atum General-Tavira-Maria Nova Hotel (2022) |
| Santiago Mesa           | 11. November 1997 | Kolumbien          | ABTF Betão-Feirense (2023)                  |
| Mauricio Moreira        | 18. Juli 1995     | Uruguay            | Sabgal-Anicolor (2024)                      |
| Pedro Pinto             | 5. November 2000  | Portugal           | Tavfer-Mortágua-Ovos Matinados (2022)       |
| Joaquim Silva           | 19. März 1992     | Portugal           | Tavfer-Measindot-Mortágua (2021)            |
| Keegan Swirbul          | 2. September 1995 | Vereinigte Staaten | Human Powered Health (2022)                 |
| Oriol Vidal             | 5. April 1993     | Spanien            |                                             |
|                         |                   |                    |                                             |
| Quelle: ProCyclingStats |                   |                    |                                             |

Erfolge
| Siege | Siege  | Siege | Siege  | Siege  | Siege |
| Datum | Rennen | Staat | Klasse | Sieger |       |
| ----- | ------ | ----- | ------ | ------ | ----- |

## Bisherige Saisonerfolge
| Rennserie                 | 2022 | 2023 | 2024 |
| ------------------------- | ---- | ---- | ---- |
| UCI ProSeries             | -    | -    | -    |
| UCI Continental Circuits  | 1    | -    | 1    |
| nationale Meisterschaften | 1    | -    | -    |

## Platzierungen in der UCI-Weltrangliste
| World Ranking | World Ranking | World Ranking          | World Ranking |
| Jahr          | Teamwertung   | Einzelwertung          |               |
| ------------- | ------------- | ---------------------- | ------------- |
| 2022          | 117.          | Tiago Antunes (530. )  |               |
| 2023          | 122.          | Joaquim Silva (812. )  |               |
| 2024          | 113.          | Abner González (501. ) |               |
|               |               |                        |               |
| Quelle: UCI   |               |                        |               |